# Фінанси домогосподарства
Фінанси домогосподарств — це регульовані у визначеному правовому полі за допомогою спеціальних методів, прийомів та інструментарію потоки коштів через мікрорівневу систему грошових фондів, які забезпечують функціонування і розвиток людей як фізичних осіб, їх економічну діяльність з метою придбання житла, підтримання здоров'я, здобуття освіти, отримання пенсії, забезпечення інших аспектів людської діяльності.
Фінанси домогосподарств є засобом створення та використання фондів фінансових ресурсів для задоволення особистих потреб громадян.
Джерелом створення є заробітна плата й інші джерела доходів кожного громадянина чи його сім'ї.
До доходів домогосподарств належать доходи від продажу власного капіталу, землі, продукції підсобних господарств, доходи, одержані від здачі в оренду майна, відсотки на капітал, вкладений у цінні папери тощо.
До видатків домогосподарств належать витрати на придбання споживчих товарів, оплату наочних послуг і виконаних робіт, формування заощаджень, купівлю цінних паперів та інші витрати. 
Домогосподарства за своєю економічною суттю — це господарські структури виняткового типу, діяльність яких грунтується на створенні й використанні фондів фінансових ресурсів. 
Також, домогосподарства одержують кошти з бюджету та від господарських структур у рахунок оплати праці та при одержанні безоплатних послуг від держави. Зі свого боку домогосподарства вносять платежі до бюджету та централізованих фондів, беруть участь у формуванні й використанні страхових фондів, є суб'єктами фінансового ринку. 